# Energie z odpadu

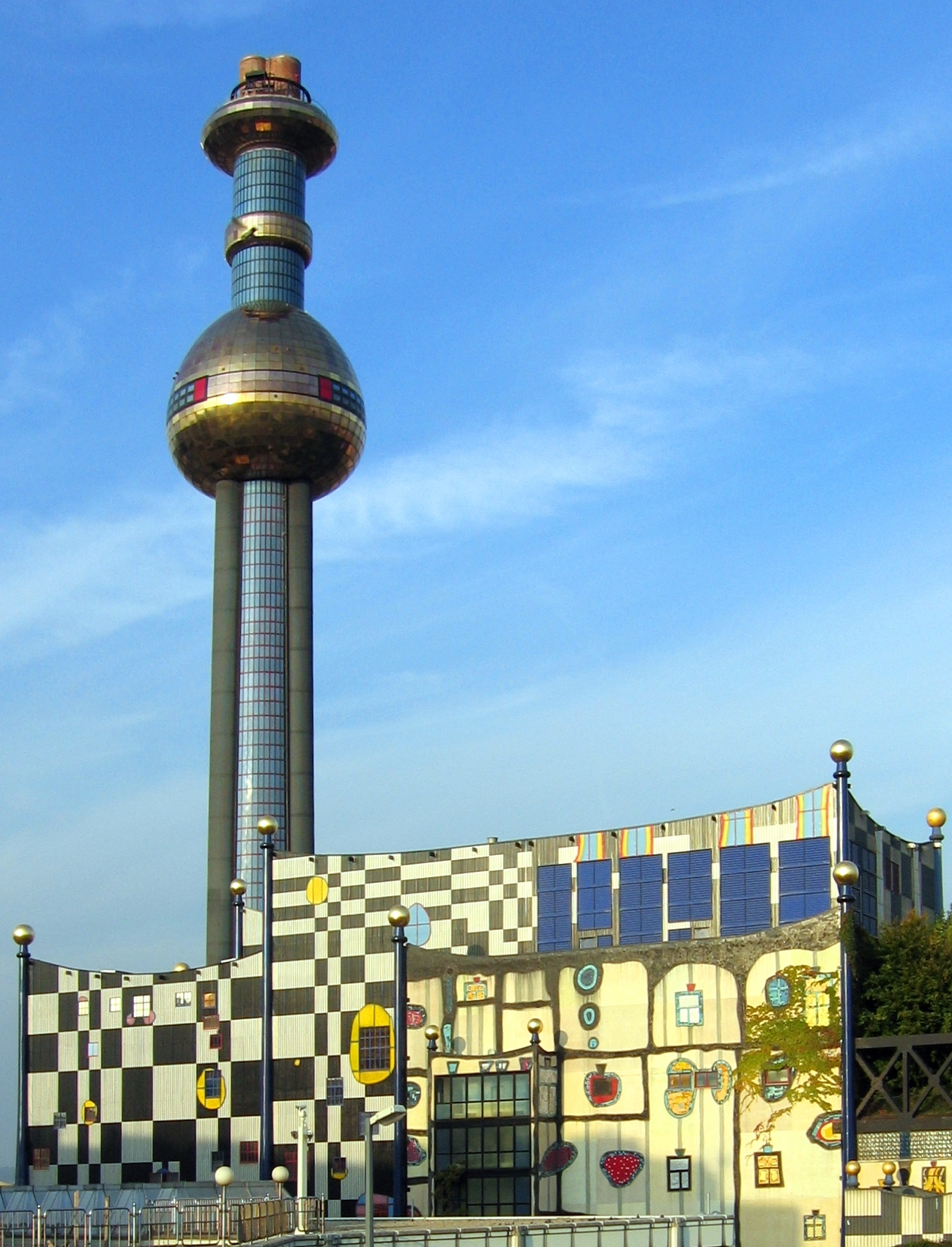
Spalovna Spittelau je jedním z několika závodů, které zajišťují dálkové vytápění ve Vídni.

Odpad na energii (Waste-to-energy – WtE) nebo energie z odpadu (energy-from-waste – EfW) je proces výroby elektrické a / nebo tepelné energie z primárního zpracování odpadu nebo ze zpracování odpadu na zdroj paliva. WtE je forma využití energie . Většina procesů WtE vyrábí elektřinu a/nebo teplo přímo spalováním nebo produkuje spalitelné palivo, jako je methan, methanol, ethanol nebo syntetická paliva.

## Historie
První spalovna byla postavena v Nottinghamu ve Velké Británii v roce 1874 společností Manlove, Alliott & Co. Ltd. podle návrhu Alfreda Fryera.
První americká spalovna byla postavena v roce 1885 na Governors Islandu v New Yorku v New Yorku.
První spalovna odpadu v Dánsku byla postavena v roce 1903 ve Frederiksbergu.

První zařízení v České republice bylo postaveno v roce 1905 v Brně. 
 Procesy zplyňování a pyrolýzy jsou známy a používány po celá staletí a pro uhlí již v 18. století. Vývojové technologie pro zpracování [zbytkového pevného smíšeného odpadu] se v posledních letech staly středem pozornosti stimulované hledáním účinnějšího využití energie. (2004) 

## Metody

### Spalování
Spalování organických materiálů, jako je například odpad s energetickým využitím, je nejčastější implementací WtE. Všechny nové elektrárny WtE v zemích OECD spalující odpad (zbytkový TKO, komerční, průmyslový nebo palivo z odpadu) musí splňovat přísné emisní normy, včetně těch, které se týkají oxidů dusíku (NOx), oxidu siřičitého (SO2), těžkých kovů a dioxinů. Moderní spalovny se proto výrazně liší od starých typů, z nichž některé nevyužívají energii ani materiály. Moderní spalovny snižují objem původního odpadu o 95-96 procent, v závislosti na složení a stupni využití materiálů, jako jsou kovy z popela pro recyklaci.
Spalovny mohou vyzařovat jemné částice, těžké kovy, stopový dioxin a kyselý plyn, přestože jsou tyto emise z moderních spaloven relativně nízké . Mezi další obavy patří řádné nakládání se zbytky: toxického popílku, který musí být zpracováván v zařízení na likvidaci nebezpečného odpadu, stejně jako popel ze spalovny, který musí být řádně znovu použit.
Kritici tvrdí, že spalovny ničí cenné zdroje a mohou snížit pobídky k recyklaci. Otázka je však otevřená, protože evropské země, které nejvíce recyklují (až 70%), také využívají spalování, aby se vyhnuly skládkování.
Spalovny mají elektrickou účinnost 14-28%. Aby nedocházelo ke ztrátě zbytku energie, lze ji využít např. pro dálkové vytápění (kogeneraci). Celková účinnost spaloven kombinované výroby tepla a elektřiny je obvykle vyšší než 80% (na základě nižší výhřevnosti odpadu).
Metoda spalování pro přeměnu komunálního pevného odpadu (MSW) je relativně stará metoda výroby WtE. Spalování obecně znamená spalování odpadu (zbytkový TKO, komerční, průmyslový a RDF) pro ohřev vody, která pohání parní generátory, které produkují elektrickou energii a teplo, které se využívají v domácnostech, podnicích, institucích a průmyslových odvětvích. Jedním z přidružených problémů je možnost, že znečišťující látky vstoupí do atmosféry s kouřovými plyny z kotle. Tyto znečišťující látky mohou být kyselé a v 80. letech 20. století bylo hlášeno, že způsobují zhoršování životního prostředí přeměnou deště na kyselý déšť. Moderní spalovny obsahují pečlivě zkonstruované primární a sekundární spalovací komory a řízené hořáky konstruované tak, aby spalovaly úplně s co nejnižšími emisemi, což v některých případech vylučuje potřebu odsiřování spalin a elektrostatických odlučovačů na komínech.
Při průchodu kouře základními vápenými čističkami jsou neutralizovány všechny kyseliny, které by mohly být v kouři, což zabraňuje kyselině dostat se do atmosféry a poškodit životní prostředí. Mnoho dalších zařízení, jako jsou textilní filtry, reaktory a katalyzátory ničí nebo zachycuje další regulované znečišťující látky. Podle New York Times jsou moderní spalovny tak čisté, že „se mnohokrát z domácích krbů a dvorků při grilování uvolní mnohem více dioxinů než ze spaloven.“  Podle německého ministerstva životního prostředí „spalovny odpadů z důvodu přísných předpisů již nejsou významné z hlediska emisí dioxinů, prachu a těžkých kovů“.

### Jiné
Existuje celá řada dalších nových a vznikajících technologií, které jsou schopné vyrábět energii z odpadu a jiných paliv bez přímého spalování. Mnoho z těchto technologií má potenciál produkovat více elektrické energie ze stejného množství paliva, než by bylo možné přímým spalováním. Důvodem je zejména oddělení korozivních složek (popel) od přeměněného paliva, což umožňuje vyšší teploty spalování např. u kotlů, plynových turbín, spalovacích motorů nebo palivových článků . Někteří jsou schopni účinně přeměnit energii na kapalná nebo plynná paliva:
Tepelné technologie :

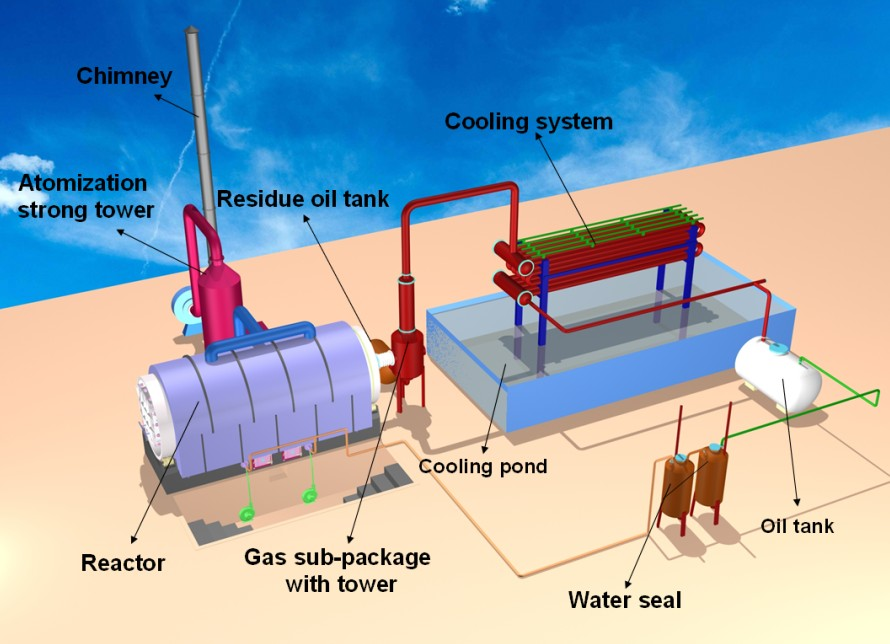
Pyrolýzní závod

- Zplyňování: produkuje hořlavý plyn, vodík, syntetická paliva
- Tepelná depolymerizace: produkuje syntetickou ropu, kterou lze dále rafinovat
- Pyrolýza: produkuje hořlavý dehet/bioolej a uhlí
- Proces zplyňování plazmovým obloukem nebo zplyňování plazmou: produkuje bohaté syntézní plyny včetně vodíku a oxidu uhelnatého použitelného pro palivové články nebo výrobu elektřiny pro pohon plazmového oblouku, použitelné vitrifikované křemičitany a kovové ingoty, sůl a síru

Netepelné technologie:

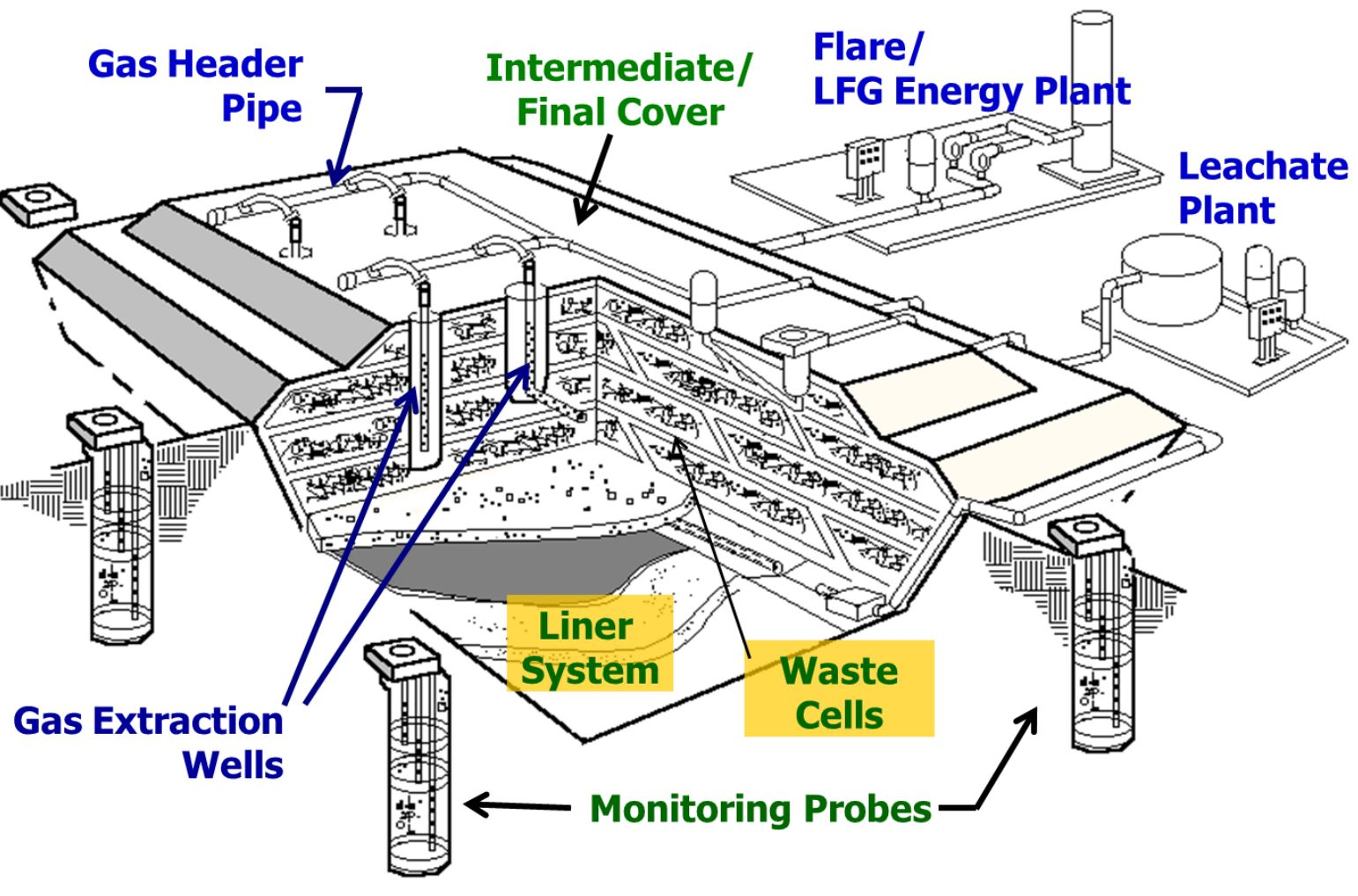
Sběr plynu na skládce

- Anaerobní digesce: Bioplyn bohatý na metan
- Produkce fermentace: příklady jsou ethanol, kyselina mléčná, vodík
- Mechanické biologické zpracování (MBT)
  - MBT + Anaerobní digesce
  - MBT na palivo pocházející z odpadu

## Globální vývoj
Během 2001 – 2007 období, kapacita odpadu pro energetické využití zvýšila o zhruba čtyři miliony tun ročně. Japonsko a Čína postavily každý závod na základě přímého tavení nebo spalování pevného odpadu. Na začátku roku 2016 je v Číně asi 434 zařízení na využití této energie. Japonsko je největším uživatelem v oblasti tepelného zpracování pevného komunálního odpadu na světě se 40 miliony tun. Některé z nejnovějších rostlin používají technologii Stoker a jiné využívají pokročilou technologii obohacování kyslíkem. V červnu 2014 měla Indonésie celkem 93,5 MW instalované kapacity energie z odpadu, přičemž potrubí projektů v různých fázích přípravy dohromady činilo dalších 373 MW kapacity.
Společnost Biofuel Energy Corporation v Denveru, CO, otevřela v červenci 2008 dvě nové elektrárny na biopaliva ve Wood River, Nebraska a ve Fairmont v Minnesotě . Tyto závody používají destilaci k výrobě etanolu pro použití v motorových vozidlech a jiných motorech. V současnosti se uvádí, že obě elektrárny pracují na více než 90% kapacity. Společnost Fulcrum BioEnergy založená v Pleasantonu v Kalifornii staví závod WtE poblíž Reno. Otevření závodu je naplánováno na rok 2019 pod názvem Sierra BioFuels. Začleněná společnost BioEnergy předpovídá, že závod bude produkovat přibližně 10,5 milionu galonů ethanolu ročně z téměř 200 000 tun MSW za rok.
Technologie energie z odpadu zahrnuje fermentaci, která může absorbovat biomasu a vytvářet ethanol pomocí odpadního celulózového nebo organického materiálu. Při fermentaci se cukr v odpadu mění na oxid uhličitý a alkohol, a to stejným obecným postupem, jaký se používá k výrobě vína. Normálně dochází k fermentaci bez přítomnosti vzduchu. Esterifikaci lze také provést pomocí technologií využívajících odpadní energii a výsledkem tohoto procesu je bionafta. Nákladová efektivita esterifikace bude záviset na použité surovině a na všech dalších relevantních faktorech, jako je přepravní vzdálenost, množství oleje přítomné v surovině a další. Dosavadní stav techniky Zplyňování a pyrolýza mohou nyní dosáhnout hrubé účinnosti tepelné přeměny (palivo na plyn) až 75%, avšak úplné spalování je lepší z hlediska účinnosti přeměny paliva. Některé pyrolytické procesy potřebují vnější zdroj tepla, který může být dodáván zplyňovacím procesem, čímž je kombinovaný proces soběstačný.

## Pozoruhodné příklady
Podle Mezinárodní asociace pevného odpadu (ISWA) existuje v Evropě 431 závodů WtE (2005) a ve Spojených státech 89 (2004). Následuje několik příkladů závodů WtE.

### Spalovny odpadů WtE
- Essex County Resource Recovery Facility, Newark, New Jersey
- Zařízení na regeneraci pevných zdrojů Lee County, Fort Myers, Florida, USA (1994) [17]
- Montgomery County Resource Recovery Facility v Dickersonu, Maryland, USA (1995)
- Spittelau (1971) a Flötzersteig (1963), Vídeň, Rakousko ( Wien Energie )
- SYSAV waste-to-energy plant v Malmö (2003 a 2008), Švédsko
- Algonquin Power, Brampton, Ontario, Kanada [18]
- Stoke Incinerator, Stoke-on-Trent, Velká Británie (1989)
- Delaware Valley Resource Recovery Facility, Chester, Spojené státy americké
- Závod Teesside EfW poblíž Middlesbrough, North East England (1998)
- Spalovna Edmonton v Greater London, Anglie (1974)
- Burnaby Waste-to-Energy Facility, Metro Vancouver, Kanada (1988)
- Timarpur-Okhla, waste to energy plant, new delhi, indie
- East Delhi Waste Processing Company Limited, Nové Dillí, Indie

### Zařízení na výrobu kapalného paliva
V současné době je ve výstavbě jediný závod:
- Enerkem Waste to Biofuels and Chemicals Facility, nachází se v Edmontonu v Albertě v Kanadě na základě procesu Enerkem[19][20] poháněného palivem z o[ <span title="This claim needs references to reliable sources. (April 2020)">pochvalná zmínka potřebovaný</span> ]dpadu .   [ <span title="This claim needs references to reliable sources. (April 2020)">pochvalná zmínka potřebovaný</span> ]

### Zařízení na spalování odpadních energií na plazmové zplyňování
Americké letectvo jednou otestovalo zařízení přenosného plazmového odpadu do energie (TPWES) (technologie PyroGenesis) na Hurlburt Field na Floridě. Zařízení, které stálo 7,4 milionu dolarů na výstavbu, bylo uzavřeno a prodáno na vládní likvidační aukci v květnu 2013, necelé tři roky po jeho uvedení do provozu. Úvodní nabídka byla 25 $. Vítězná nabídka byla zapečetěna.
Kromě velkých zařízení existují také spalovny domácího odpadu. Například Refuge de Sarenne má domácí zařízení na zpracování odpadu. Vyrábí se kombinací zplyňovacího kotle na dřevo a Stirlingova motoru.